# Salam Elmenyawi
Salam Elmenyawi est un imam (né en Égypte). Il est le président du conseil musulman de Montréal, ainsi qu'aumônier associé à l’aumônerie de l'université Concordia et à l'université McGill.

## Serabit Electronics
Dans les années 1980, il était le propriétaire d'une petite compagnie spécialisée dans la vente d'équipement électronique et de système d'alarme. La Gendarmerie Royale du Canada (plus haute police Canadienne) l'a accusé d'avoir exporté illégalement du matériel électronique (inverseurs et condensateurs servant à l'enrichissement de l'uranium) vers le Pakistan. L'uranium sert entre autres, spécialement au Pakistan (7e pays du monde à réussir à développer et tester des armes nucléaires), à produire des armes de destruction massive pouvant raser un pays entier.

## Collectif québécois contre l'islamophobie
Il a de nombreuses fois participé à des manifestations du "Collectif québécois contre l'islamophobie", présidé par Adil Charkaoui. En février 2015, les médias canadiens rapportent que de jeunes canadiens, dont certains ont suivi les cours de Charkaoui, sont partis rejoindre le groupe terroriste "État islamique"5. Malgré cela, l'imam condamnerait l'extrémisme religieux.

## Réactions
Il s'est réjoui qu'un  regroupement de 120 chefs musulmans du Canada ait diffusé une déclaration  condamnant l'extrémisme religieux, peu après les attentats de Londres du 7 juillet 2005. Il est favorable à l’instauration de tribunaux islamiques au Canada  et s'est déclaré prêt à se battre si le Canada, à l’instar de la France, promulguait une loi interdisant le port du voile. Le 31 janvier 2007, il s'est déclaré choqué et insulté par les stéréotypes et l'ignorance contenus dans le code de conduite d'Hérouxville.
Lors de la 
commission parlementaire sur le projet de loi 59, il a demandé au gouvernement de légiférer pour empêcher que l'on puisse ridiculiser les religions et les membres des religions. La réaction du premier ministre Philippe Couillard fut de rétorquer en l'informant que ridiculiser une religion (quel que soit laquelle) faisait partie de la liberté d'expression de la population et que son projet de loi ne comptait pas retirer ces droits fondamentaux.  

## Citations
- « Il y a toujours des répercussions qui vont à l’encontre de la communauté musulmane. On est terrifié chaque fois qu’on entend parler d’un musulman accusé, même d’un crime mineur, parce que les musulmans sont montrés du doigt davantage que les autres communautés. Il faut être parfait quand vous êtes musulman, pour être accepté dans la société. »[7].

- « Il y a beaucoup de mauvaise information sur Internet.[...] Et de mauvaises influences, bien sûr. Je ne crois pas qu'il y ait des imams irresponsables à Montréal. Je leur ai parlé à tous, je les connais personnellement et je mets au défi quiconque de me donner le nom d'un imam qui a incité les gens à la violence. »[8] .

- « Il est essentiel pour nous que chacun reconnaisse que les crimes de haine sont des crimes atroces. »[9].
- «Quand on tourne en dérision une religion, vous vous moquez de moi, vous vous moquez de ma femme, vous vous moquez du prophète...»

## Sources
1. ↑  Université McGill https://www.mcgill.ca/students/chaplaincy/about/chaplains
2. ↑  [De Pierrebourg, Fabrice. Montréalistan enquête sur la mouvance islamiste, Montréal, Stanké, 2007, chap 4.]/
3. ↑  Sisyphe.org - L’Association des femmes iraniennes de Montréal contre des tribunaux islamiques au Canada
4. ↑  L'Action nationale - Les éditions Sisyphe (comptes rendus)
5. ↑  BBC News, 31 janvier 2007
6. ↑  pdf
7. ↑  Radio-Canada, 8 septembre 2006
8. ↑  Muslim Council of Montreal: communiqué de presse Archives